# Christian de La Motte Rouge
Christian de La Motte Rouge, né le 14 décembre 1897 au château de Kerbic à Pommerit-le-Vicomte dans le département des Côtes-du-Nord et mort en déportation le 21 avril 1944 au camp de sûreté de Vorbruck-Schirmeck, est un officier et résistant français.

## Biographie

### Famille et formation
Christian Marie Élie Georges Joseph de La Motte de La Motte-Rouge naît le 14 décembre 1897 au château de Kerbic à Pommerit-le-Vicomte du mariage d'Alain de La Motte-Rouge, maire de Pommerit-le-Vicomte, et de Zoé de Launay. Son frère, Alain, ancien élève de l'École spéciale militaire de Saint-Cyr et lieutenant d'infanterie, est mort pour la France le 4 mai 1917.
Le 28 décembre 1922, à Benon en Charente-Maritime, il épouse Marie-Thérèse Godet (1897-1983), appartenant à la famille des Cognac Godet, fille de Louis Godet (1863-1935), propriétaire de l'abbaye de La Grâce-Dieu et maire de Benon, et de Marie-Thérèse Maubaillarcq (1862-1964).

### Carrière militaire
Engagé en 1916 lors de la Première Guerre mondiale, il est élève-aspirant à l'école d'artillerie de Fontainebleau et devient sous-lieutenant en janvier 1918. En participant à la fin de la guerre, il est blessé par un éclat d'obus et reçoit la croix de guerre et la Médaille militaire. Poursuivant la carrière militaire après la guerre dans l'artillerie, il est promu lieutenant en 1922 puis capitaine en 1930.
Capitaine-instructeur à l'école militaire de Saint-Maixent, il passe au centre de mobilisation d'artillerie no 11 à Vannes en 1938.
Il prend part à la bataille de France au début de la Seconde Guerre mondiale en tant que chef d'escadron du 264e régiment d’artillerie et combat en juin 1940 à Dunkerque et dans les Flandres. Après avoir vainement tenté de passer en Angleterre, il est nommé commandant du centre de démobilisation de La Rochelle à la suite de l'arrestation du commandant Fillol.
En novembre 1942, Christian de La Motte-Rouge démissionne de ses fonctions militaires pour s'engager dans la Résistance  et rejoint - sous le pseudonyme de « Méhari » - le cousin germain de son épouse, Jean Godet (1899-1983). Alors capitaine de réserve, prisonnier libéré et responsable du réseau Alliance à la Rochelle, Godet, alias « Antilope », nomme La Motte-Rouge responsable des renseignements pour les zones nord et nord-est de la ville à partir de décembre 1942. Il s'agissait dorénavant pour lui de s'intéresser dans un premier temps aux forces militaires stationnées dans la région et aux ouvrages défensifs que les Allemands avaient entrepris de faire construire le long du littoral charentais.
En décembre 1943, les arrestations de l'état-major bordelais le contraignent à fuir après avoir eu juste le temps de confier la relève à Robert Fortunet. Quelques jours plus tard, rassuré par un calme apparent, il revient à La Rochelle pour lui transmettre informations et consignes mais une dénonciation par un agent double au service de la police de sûreté allemande provoque l'arrestation de Christian de La Motte-Rouge le 7 janvier 1944 à 4 heures du matin en même temps que Franck Gardes (1920-1944). Torturé puis transféré à Strasbourg, il est l'un des dix premiers membres du réseau Alliance arrivés le 17 mars 1944 au camp de sûreté de Vorbruck-Schirmeck dans le Bas-Rhin où il meurt le 22 avril 1944, des suites de privations et d'épuisement. Il sera déclaré mort en déportation.
La nouvelle de la disparition de ce père de six enfants ne parviendra à la Rochelle que vers la mi-janvier 1945. Un service religieux sera alors célébré en sa mémoire en la cathédrale saint-Louis de La Rochelle.

## Décorations
Le 13 décembre 1938, Christian de La Motte-Rouge est nommé chevalier de l'ordre national de la Légion d'honneur. Il est titulaire de la croix de guerre 1939-1945 « avec quatre étoiles bronze et une étoile vermeil » et de la médaille militaire.

## Hommages
Le conseil municipal de La Rochelle lui rend hommage le 11 mars 1949 en donnant son nom à une place de la commune : place du Commandant-de-La-Motte-Rouge.
Son nom figure sur le monument aux morts de Benon.

## Pour approfondir

#### Ouvrages
- Association Amicale Alliance, Mémorial de « l'Alliance », Paris, Durassié et Cie, 1948, 80 p. (lire en ligne [PDF]).
- Henri Noguères et Marcel Degliame-Fouché, Histoire de la Résistance en France : Et du Nord au Midi : novembre 1942-septembre 1943, vol. 3, Paris, Robert Laffont, 1er janvier 1972, 764 p. (ISBN 9782221236048, lire en ligne).
- Henry Alainmat, Auschwitz en France : la vérité sur le seul camp d'extermination nazi en France, le Struthof, Presse de la cité, 1974
- Joseph Darsel, La Bretagne au combat, 1975
- Annick Notter (dir.), La Rochelle 1939 -1945 ouvrage  accompagnant l’exposition du musée des Beaux-Arts de La Rochelle en 2015, Geste Ed. 2015
- Michel Reynaud, Livre-mémorial des déportés de France arrêtés par mesure de répression et dans certains cas par mesure de persécution, 1940-1945, Volume 4 , éditions Tirésias, 2004.

#### Notices
- Notice sur le site de la Fondation pour la mémoire de la déportation
- Notice sur la Base Léonore
- Notice dans le dictionnare Le Maitron
- Notice sur le site Musée de la Résistance en ligne